# Juegos Bolivarianos de Playa de 2014
Los II Juegos Bolivarianos de Playa Huanchaco 2014 se desarrollaron en el balneario de Huanchaco, ubicado en la zona norte de la ciudad de Trujillo, Perú. Estos juegos se disputaron del 3 al 12 de diciembre de 2014 y se estimó la participación de más de mil deportistas que representaron a once países en doce disciplinas. El balneario de Huanchaco es considerado como una reserva mundial del surf.

## Designación de la sede
La Asamblea General Extraordinaria de la ODEBO, presidida por Danilo Carrera designó al balneario de Huanchaco como sede de la segunda edición de los Juegos Bolivarianos de Playa que se realizaron en el año 2014. La resolución fue adoptada en la ciudad de Guayaquil el 21 de julio de 2013. Huanchaco fue la única ciudad que presentó de manera oficial su candidatura razón por la cual los miembros de la asamblea dieron su respaldo unánime a este balneario que es el más visitado por los turistas que llegan a la ciudad de Trujillo y que está ubicado en la costa norte peruana.

## Escenarios deportivos
Entre los escenarios para el desarrollo de los II Juegos Bolivarianos de playa 2014 se encontraban: 
- Complejo Deportivo de Huanchaco
- Playa de Huanchaco

## Países participantes
Para la II edición de los Juegos Bolivarianos de Playa Huanchaco 2014, participaron los países integrantes la Odebo así como también varios países latinoamericanos invitados. A continuación la lista de países participantes:
| Lista de naciones participantes | Lista de naciones participantes                                                     | Lista de naciones participantes |
| --- | ----------------------------------------------------------------------------------- | ------------------------------- |
| Pertenecientes a la Odebo - Bolivia (BOL) (22) - Chile (CHI) - Colombia (COL) - Ecuador (ECU) (129) - Perú (PER) (155) - Venezuela (VEN) | Países invitados: - El Salvador (ESA) - República Dominicana (DOM) - Paraguay (PAR) |                                 |

## Deportes

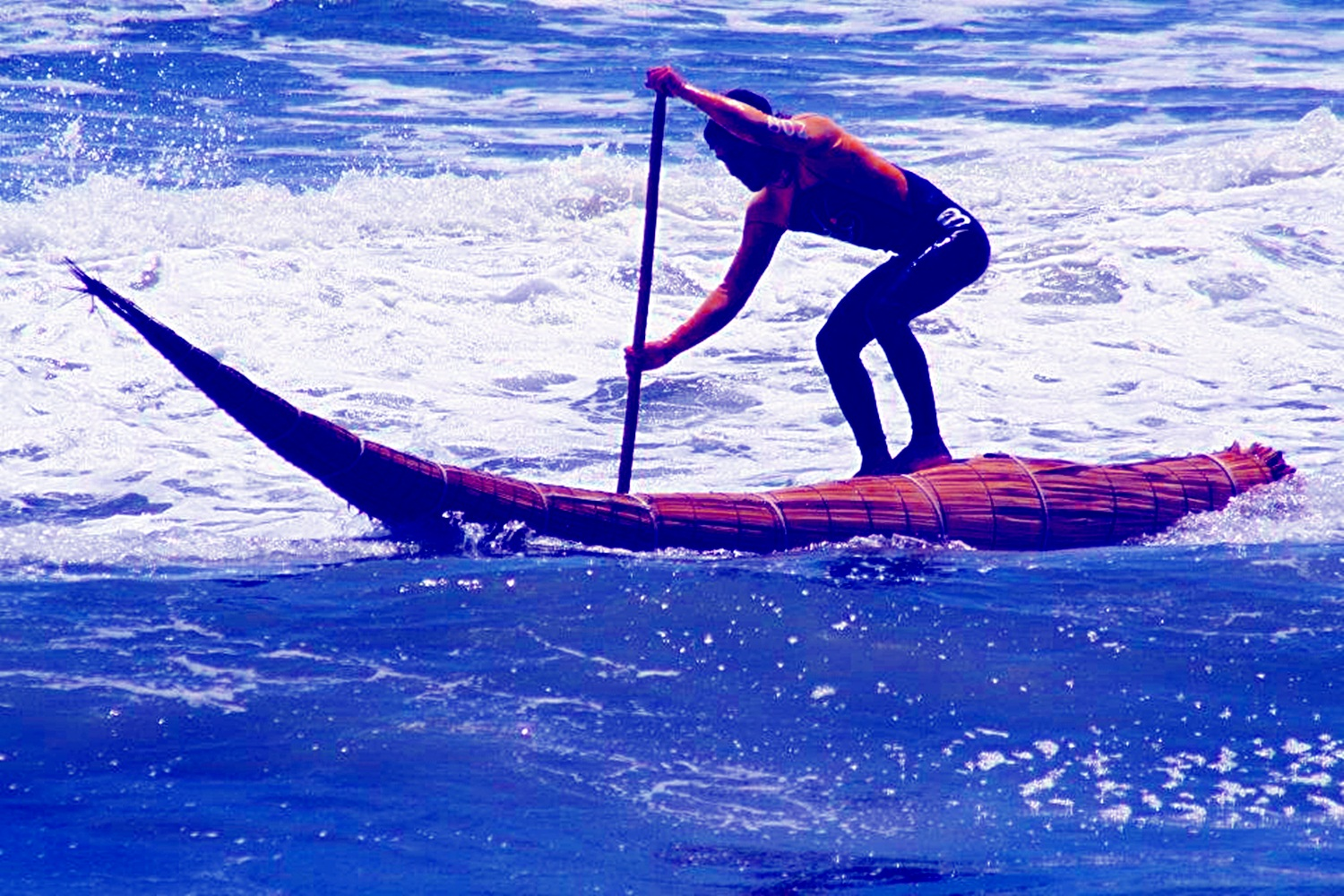
Surfista practicando en un caballito de totora.

La disciplina de canotaje fue cancelada por falta mínima de países participantes. A continuación la lista de disciplinas participantes:
| - Actividades subacuáticas Apnea dinámica Natación con aletas en aguas abiertas Pesca submarina - Balonmano playa - Remo - Esquí acuático - Fútbol playa | - Natación en aguas abiertas - Rugby playa (detalles) - Surf - Tenis playa - Triatlón - Vela - Voleibol de playa |

## Calendario
Leyenda:
- Actividad cultural
- Ceremonia de apertura
- Congresillo técnico
- Competencias
- Final programada
- Ceremonia de clausura

## Medallero
| Núm. | País                       | Oro | Plata | Bronce | Total |
| ---- | -------------------------- | --- | ----- | ------ | ----- |
| 1    | Venezuela (VEN)            | 23  | 21    | 15     | 59    |
| 2    | Perú (PER)                 | 21  | 17    | 16     | 54    |
| 3    | Colombia (COL)             | 15  | 7     | 9      | 31    |
| 4    | Chile (CHI)                | 6   | 8     | 10     | 24    |
| 5    | Ecuador (ECU)              | 5   | 13    | 20     | 38    |
| 6    | Paraguay (PAR)             | 1   | 2     | 0      | 3     |
| 7    | El Salvador (ESA)          | 0   | 2     | 1      | 3     |
| 8    | República Dominicana (DOM) | 0   | 1     | 0      | 1     |
| 9    | Bolivia (BOL)              | 0   | 0     | 0      | 0     |